# 3DNews
3DNews Daily Digital Digest («3ДНьюс») — российское онлайн-издание, посвящённое цифровым технологиям.

## История
Основан 17 июля 1997 года Андреем Кузиным, один из первых российских ресурсов по информационным технологиям. В 2003 году совладельцем стал Герман Клименко. Клименко купил 50 % с условием, что они с Кузиным затем передадут по 8 % Александре Орджоникидзе, которая будет управляющей портала.
В ноябре 2010 года сайт получил адрес в кириллической доменной зоне .РФ. Выручка в 2014 году составила 37,4 млн руб., прибыль — 154 тыс. руб. По данным 2016 года аналитики «Финама» для статьи «Известий» оценили компанию в 320 млн руб.
В декабре 2019 года на сайте вышла миллионная публикация.

## Структура сайта
Ежедневно 3DNews.ru посещают более 200 тыс. человек из стран СНГ и русскоязычного зарубежья. Более 4,5 млн посетителей ежемесячно просматривают около 14 млн страниц.
Сайт неоднократно побеждал в конкурсе РОТОР.
С начала нулевых годов 3DNews пишет и про компьютерные игры. По словам Семёна Костина, как и другие сайты про ИТ-индустрию, программы и компьютерное железо (iXBT.games и Overclockers) 3DNews обычно ограничивается «новостями, обзорами и тестами производительности в новых играх».

## Дочерние проекты
- ServerNews.ru — проект портала 3DNews.ru, посвященный корпоративным и SMB-решениям, а также HPC.